# Trại tập trung Jaworzno
Trại tập trung Jaworzno là một trại tập trung ở WW2 Ba Lan do Đức chiếm đóng và sau đó là do Liên Xô chiếm đóng. Nó được Đức quốc xã thành lập lần đầu tiên vào năm 1943 trong Chiến tranh thế giới thứ hai và sau đó được sử dụng từ năm 1945 đến 1956 bởi Bộ dân ủy nội vụ Liên Xô và sau đó bởi Bộ Công an và các cơ quan khác của chế độ cộng sản Ba Lan. Ngày nay, địa điểm này là một khu chung cư và cũng là nơi tưởng niệm các nạn nhân của trại.
Ban đầu, nó được thành lập như một trại tập trung của Đức Quốc xã có tên SS-Lager Dachsgrube ("SS Camp Dachsgrube) còn được gọi là Arbeitslager Neu-Dachs (" Work Camp Neu-Dachs ") được thành lập trong Thế chiến II bởi Đế chế thứ ba trên lãnh thổ của Ba Lan do Đức chiếm đóng ở Jaworzno, Lesser Poland. Trại hoạt động dưới thời chính quyền Đức Quốc xã từ tháng 6 năm 1943 cho đến khi di tản vào tháng 1 năm 1945.
Sau khi cộng sản tiếp quản Ba Lan, trại được khôi phục và điều hành đầu tiên bởi Liên Xô và sau đó là Cộng hòa Nhân dân Ba Lan cho đến năm 1956. Trong thời gian này, nó được đổi tên thành Trại Lao động Trung tâm ở Jaworzno (Centralny Obóz Pracy w Jaworznie, COP Jaworzno). 

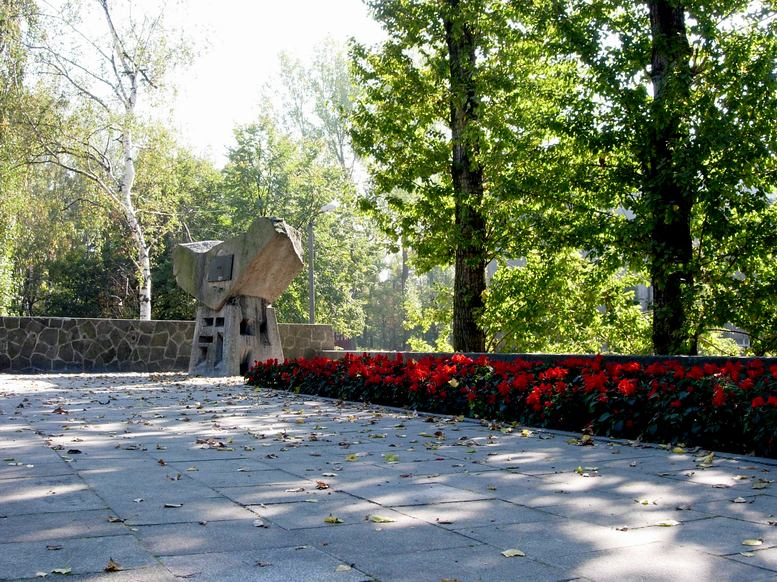
Đài tưởng niệm Trại lao động Neu-Dachs năm 2006

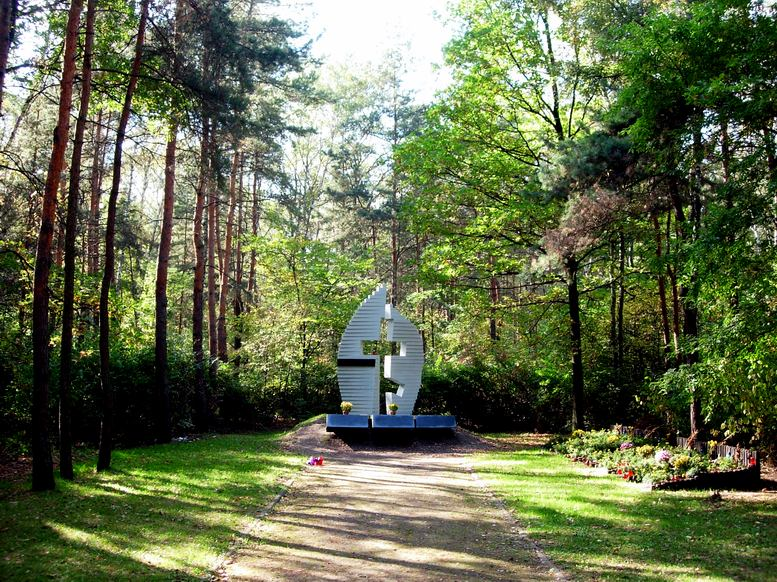
Đài tưởng niệm trại lao động trung tâm Jaworzno

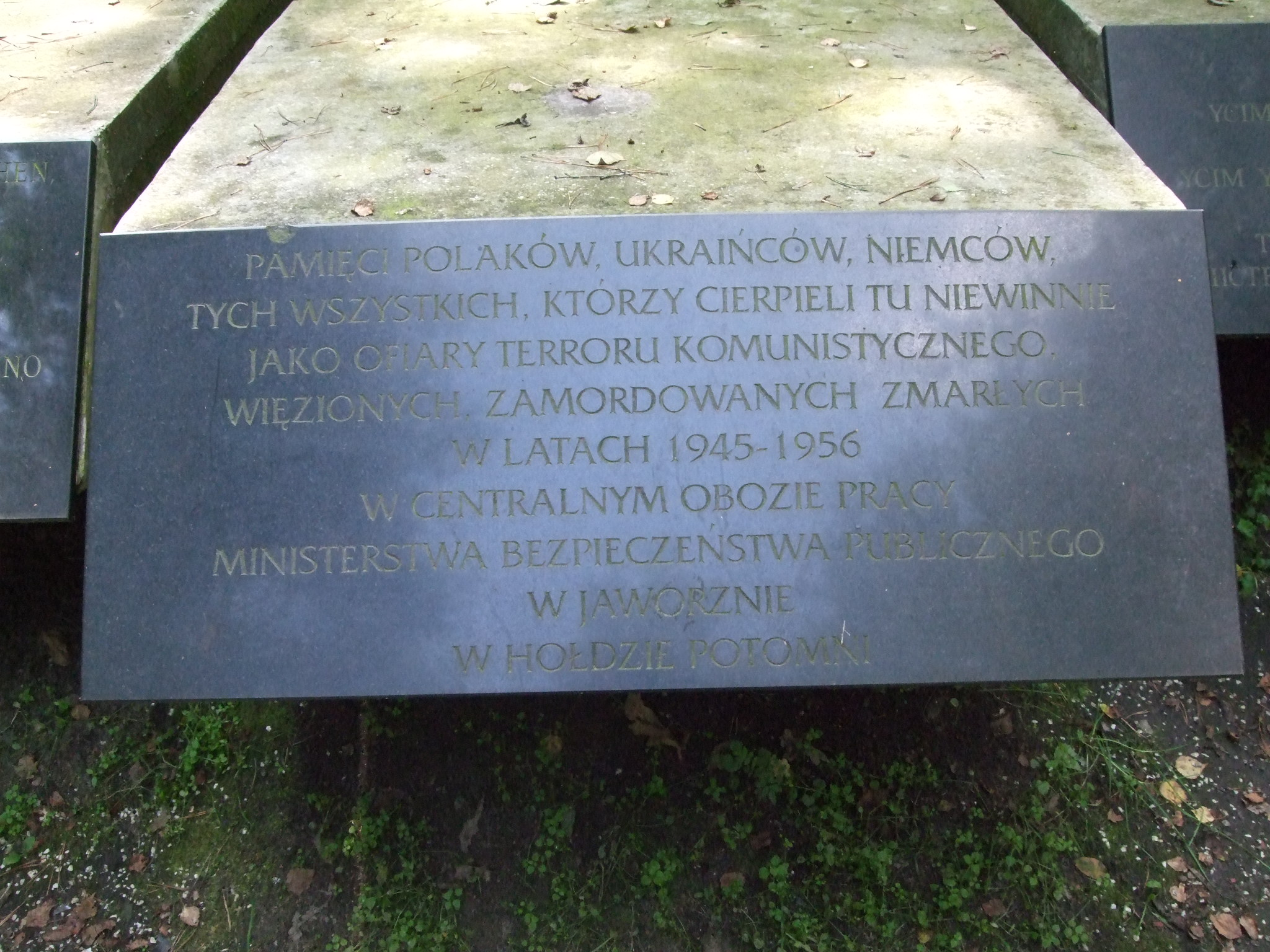
Tấm bia tưởng niệm COP Jaworzno ở Ba Lan, nằm giữa các tấm của Đức và Ucraina

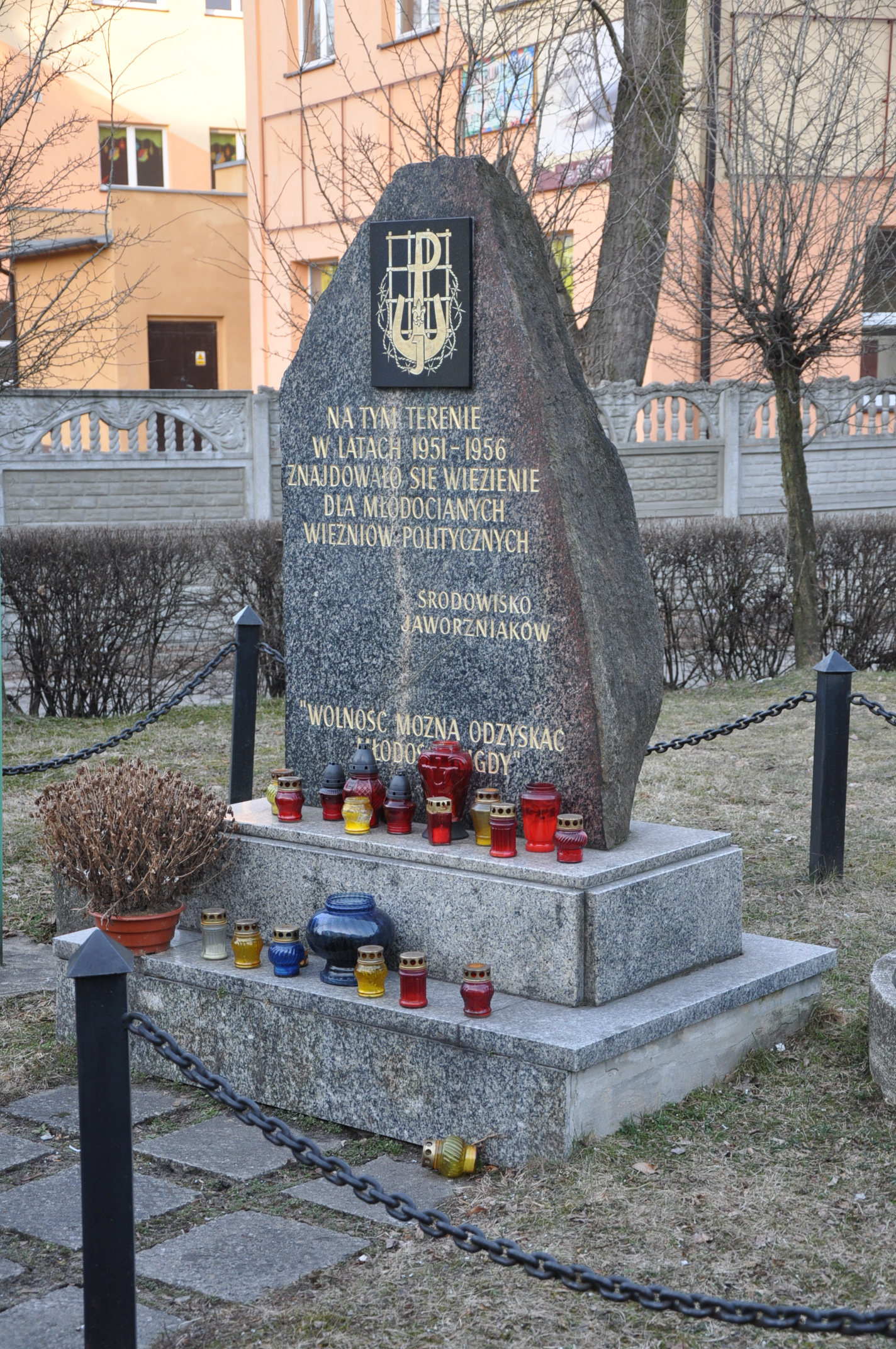
Tưởng niệm tù nhân chính trị vị thành niên 1951-1956

## Văn chương
- (tiếng Ba Lan) Jerzy Zwiastowski và những người khác, Jaworzno: Zarys dziejów w latach 1939-1990, Kraków 1996
- (tiếng Ba Lan) Kazimierz Miroszewski, Zygmunt Woźniczka, Obóz dwóch Totalitaryzmów. Jaworzno 1943-1956, Jaworzno 2007